# Fortuna Sittard
Fortuna je nizozemski nogometni klub iz Sittarda. U sezoni 2019./20. se natječe u Eredivisie, najvišem rangu nizozemskog nogometa.

## Povijest
Klub je nastao spajanjem dvaju klubova Fortuna '54 i Sittardije čime je nastao novi klub Fortuna Sittardia Combinatie (FSC) 1. srpnja 1968. godine, poslije preimenovano u Fortuna Sittard. Prethodne dvije godine, do spajanja, Sittardiju je vodio hrvatski nogometni stručnjak Vladimir Beara.
Kroz povijest klub je bio nejednakih rezultata. Ipak bili su redoviti sudionik najvišeg razreda nizozemskog nogometa, Eredivisie, 1990-ih. Dali su talentirane igrače kao što su Kevin Hofland, Mark van Bommel i Fernando Ricksen koji su izrasli iz njihove omladinske škole. Ti su igrači poslije prešli u velike klubove kao PSV Eindhoven i Rangers i nastupali u nizozemskoj nogometnoj reprezentaciji. Treneri su također dobro prepoznavali talentirane igrače, pa su uzeli Wilfreda Boumu i Patricka Paauwea iz mladih kategorija PSV-a. Oba su se dobro razvila pod trenerom Bertom van Marwijkom, prije nego što su prešli u nizozemsku reprezentaciju i prešli u veće klubove. Trener van Marwijk poslije je prešao u Feyenoord.

## Uspjesi
Godine 1984. i 1999. došli su do završnice Nizozemskog nogometnog kupa. Godine 1995. bili su pobjednici lige Eerste Divisie, drugog razreda natjecanja. U Eredivisie su se natjecali do 2002. godine, kad su ispali u nižu ligu. Godine 2018. opet su se plasirali u Eredivisie.

## Treneri
| kao Fortuna '54 - 1956. – 57.: Friedrich Donenfeld (vice champion, cup winner.) - 1957. – 58.: Bram Appel - 1958. – 59.: Harry Verhardt - 1959. – 61.: Friedrich Donenfeld - 1961. – 63.: Jung Schlangen - 1963. – 65.: Wim Latten (cup winner 1964.) - 1965. – 66.: Max Schirschin - 1966. – 67.: Karl-Heinz Marotzke - 1967. – 68.: Bram Appel kao Sittardia - Frans Debruyn - Vladimir Beara (1966. – 1968.) - Frans Debruyn (1968.) | kao Fortuna Sittard - Frans Debruyn (1968. – 69.) - Henk Reuvers (1969. – 70.) - Evert Teunissen (1970. – 72.) - Cor Brom (1972. – 76.) - Cor van der Hart (1976. – 77.) - Joop Castenmiller (1977. – 80.) - Frans Körver (1980. – 84.) - Bert Jacobs (1984. – 87.) - Hans van Doorneveld (1987. – 89.) - Han Berger (1989. – 91.) - Georg Keßler (1991. – 92.) - Chris Dekker (1992. – 94.) - Pim Verbeek (1994. – 97.) - Bert van Marwijk (1997-00.) - Henk Duut (2000. – 01.) | - Frans Thijssen (2000. – 01.) - Hans Verèl (2001.) - Hans de Koning (2001. – 04.) - Chris Dekker (2004. – 06.) - Frans Körver (2006. – 07.) - Henk Wisman (2007.) - Roger Reijners (2007. – 10.) - Wim Dusseldorp (2010. – 11.) - Tini Ruys (2011. – 12.) - Willy Boessen (2012. – 14.) - Peter van Vossen (2014. – 15.) - Ben van Dael (2015. – 16.) - Sunday Oliseh (2017. – 18.) - Claudio Braga (a.i.) (2018.) - René Eijer (2018. – 19.) - Sjors Ultee (2019. - danas) |

## Vanjske poveznice
- Službene stranice
- Fansite Fortuna Supporters Collectief